# Wikstroemia pulcherrima
Wikstroemia pulcherrima är en tibastväxtart som beskrevs av Carl Skottsberg. Wikstroemia pulcherrima ingår i släktet Wikstroemia och familjen tibastväxter. Inga underarter finns listade i Catalogue of Life.

## Bildgalleri

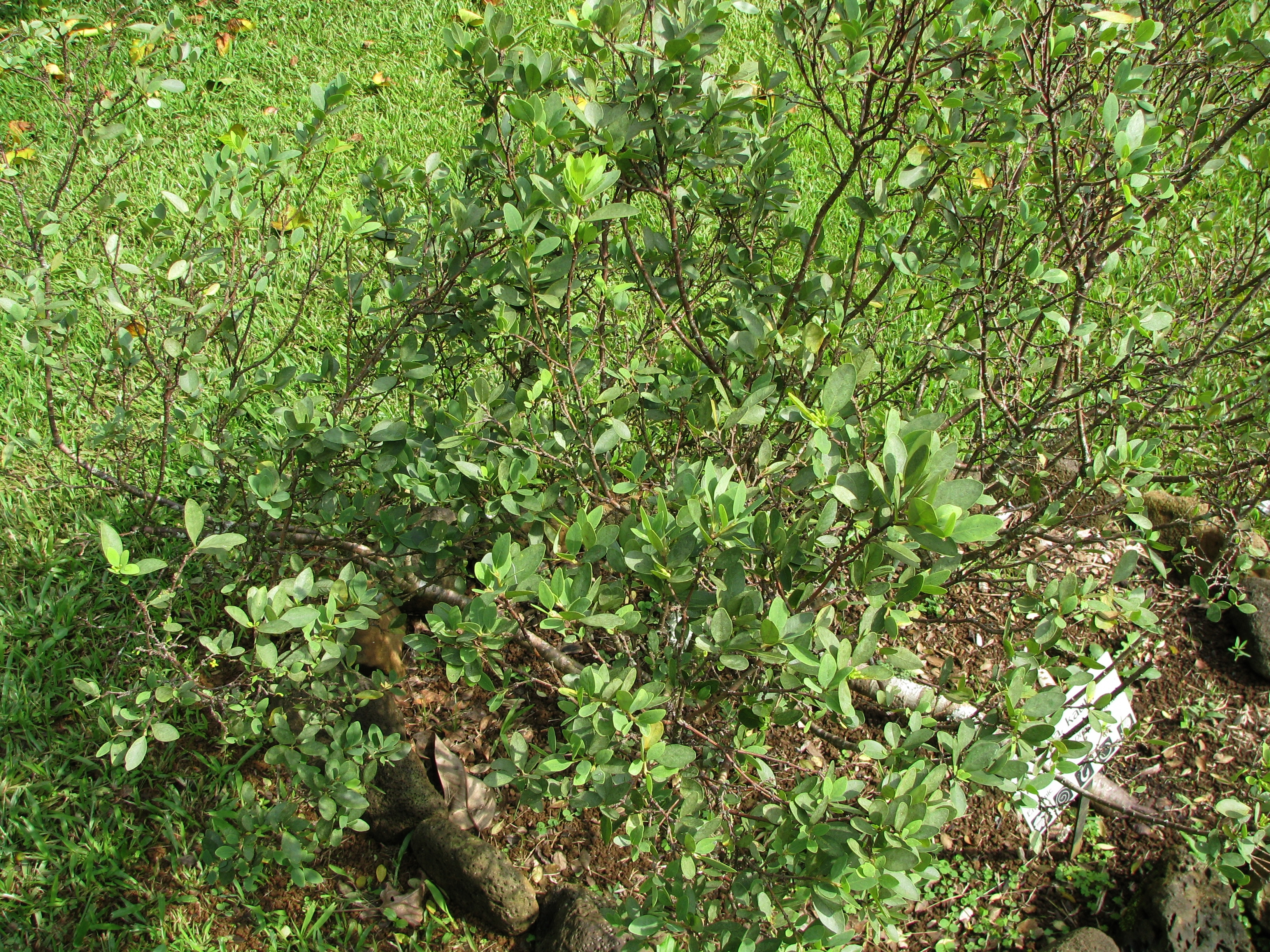
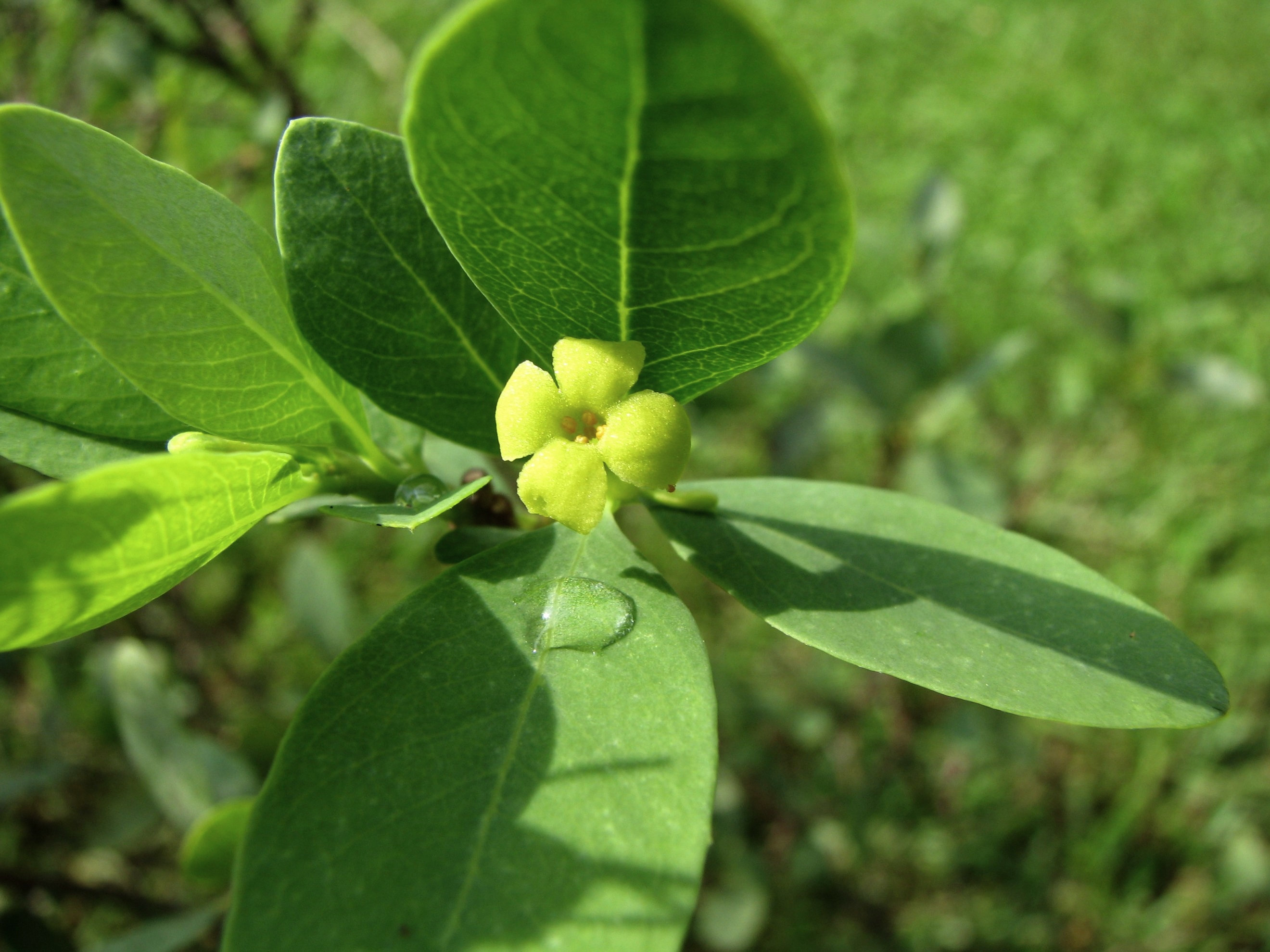
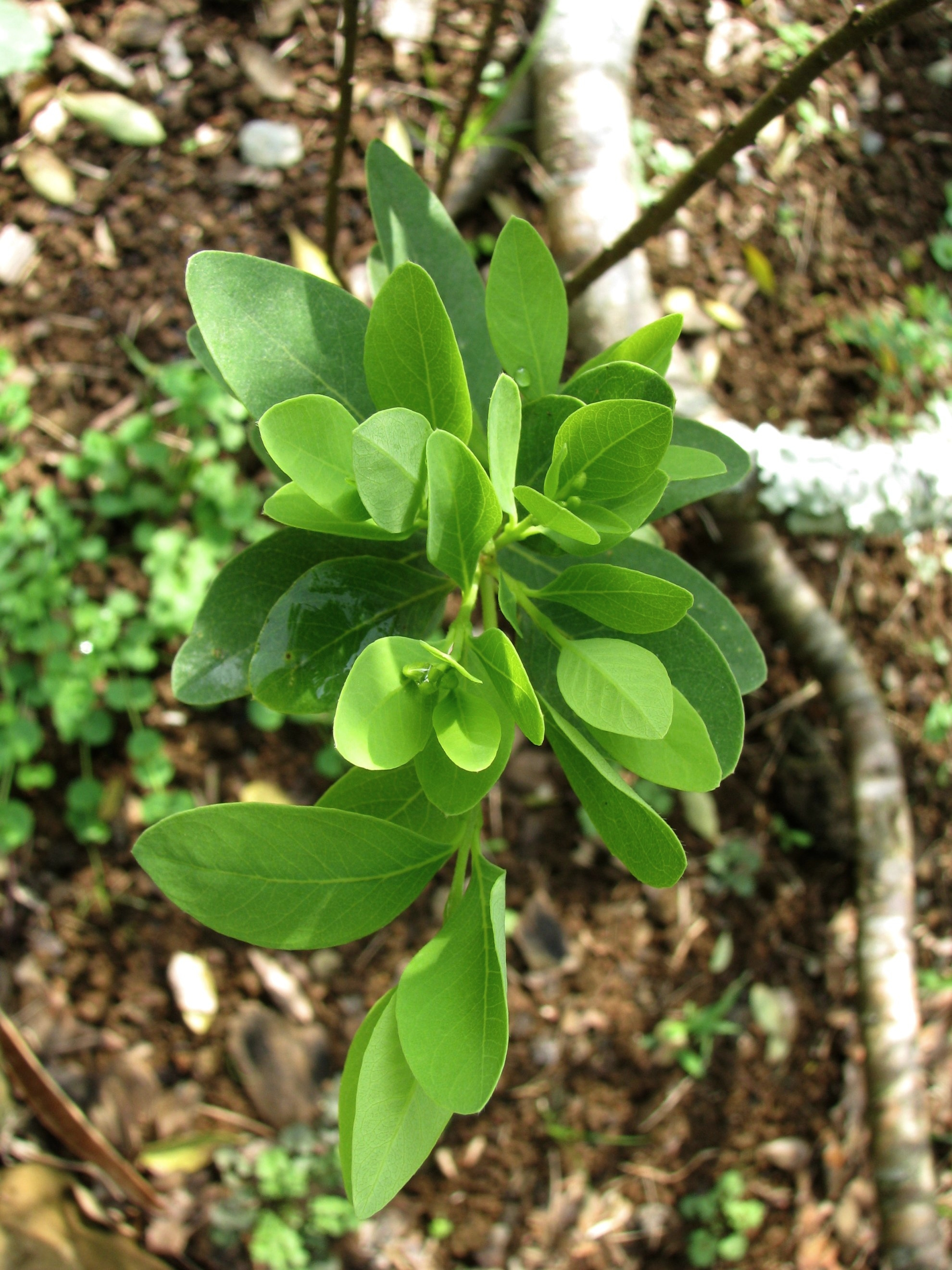
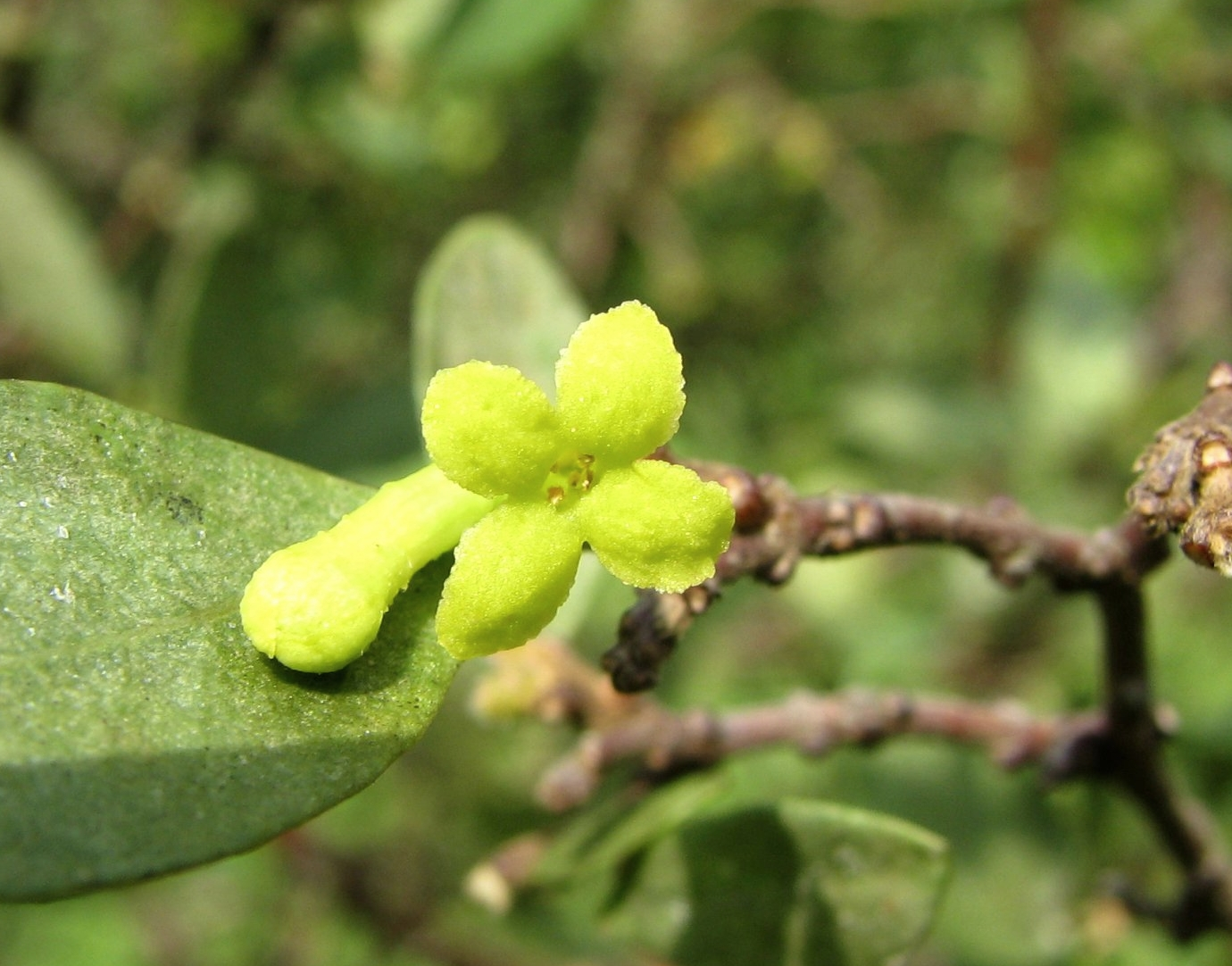
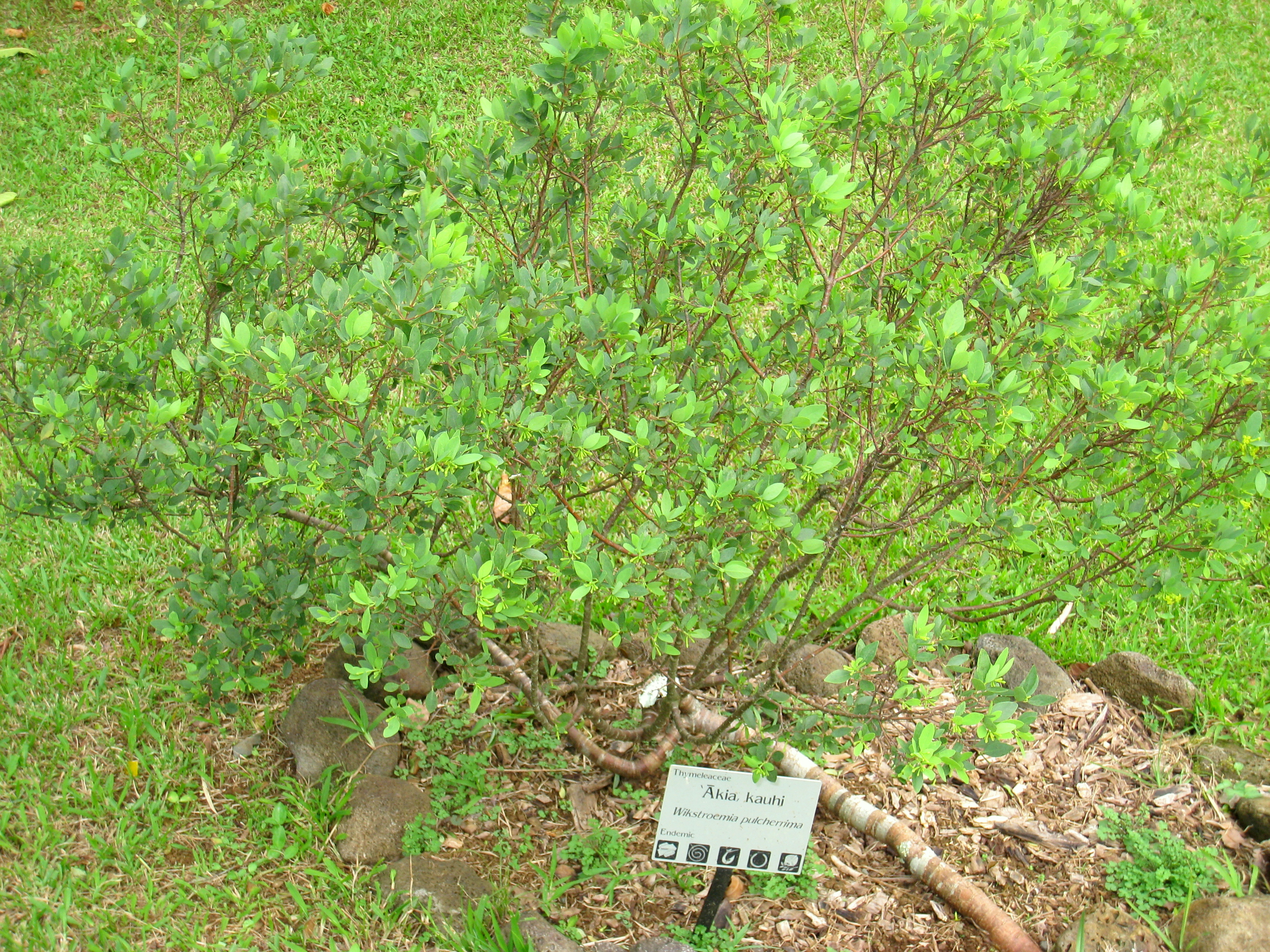